# Samuel Insanally
Samuel Rudolph Insanally, né le 23 juin 1936 à Georgetown (Guyana) et mort le 26 novembre 2023, est un homme politique guyanien. Il est ministre des Affaires étrangères du 21 mai 2001 au 10 avril 2008.
De 1993 à 1994, il est le 48e président de l'Assemblée générale des Nations unies.